# Jamesbrittenia albomarginata
Jamesbrittenia albomarginata är en flenörtsväxtart som beskrevs av O.M. Hilliard. Jamesbrittenia albomarginata ingår i släktet Jamesbrittenia och familjen flenörtsväxter. Inga underarter finns listade i Catalogue of Life.